# Plinius starší
Gaius Plinius Secundus, známý též jako Plinius Maior, česky Plinius Starší, (23 Novum Comum – 24. srpna 79 Stabie) byl římský válečník a filosof, autor nejvýznamnější přírodovědné encyklopedie starého Říma, Naturalis historia (dokončeno roku 77), která měla 37 svazků.

## Život
Pocházel ze zámožné rodiny středního jezdeckého stavu. Dostalo se mu dobrého vychování a vzdělání. Do Říma přišel okolo roku 35. Nejprve se vzdělával a pak nastoupil k vojsku. V roce 47 se zúčastnil úspěšného boje proti germánským Chaukům. Byl také u stavby kanálu mezi Mázou a Rýnem. Během vojenské služby rovněž napsal svou první práci – o používání zbraní při jízdě na koni. Nejspíše se zúčastnil i tažení proti germánským Chattům v roce 50. Války s Germány pak byly tématem jeho dvacetidílné práce Bella Germaniae. Za vlády císaře Nerona nevykonával žádnou vojenskou ani civilní funkci ve státě a soustředil se na svou vědeckou a literární činnost. Měl široký okruh zájmů: historii, etnografii, botaniku, zoologii, lékařství, umění, řemesla a především římskou literaturu. 
Po návratu do Říma se pod vlivem Seneky mladšího vrhl na filozofii. Pracoval též jako advokát. Věnoval se rozvoji řečnického umění a gramatice. Za Vespasiána se vrátil do státních služeb, pracoval zhruba jako diplomat, takže jezdil po římských periferiích – navštívil Galii, Hispánii i území dnešní Belgie. Byl také náruživý čtenář, přečetl na 2000 svazků od několika set autorů. Získané vědomosti a zkušenosti z cest Plinius zpracoval do literární podoby v několika spisech, z nichž se dochovala pouze encyklopedie Naturalis historia. 
Císař Vespasián mu nakonec přidělil funkci prefekta římského loďstva. Plinius zemřel, když se jako velitel římského loďstva v Misenu pokoušel se svými loďmi evakuovat obyvatelstvo přímořských sídlišť ohrožených erupcí Vesuvu a prováděl pozorování výbuchu (šlo o onu slavnou erupci, která pohřbila Pompeje). Patrně se nadýchal jedovatých plynů, neboť tělo bylo nalezeno bez zranění. Podle odhadů historiků jeho lodě mohly zachránit až dva tisíce osob. Při archeologických výzkumech na pobřeží u města Stabie byl na počátku 20. století nalezen hromadný hrob s kostrou, která podle dochovaných atributů mohla patřit vysokému římskému důstojníkovi. V lednu 2020 byly na konferenci v Římě zveřejněny výsledky zkoumání DNA nalezené lebky, které s vysokou pravděpodobností určily, že by se mohlo jednat o Plinia staršího.
Na jeho počest se dodnes i v odborných kruzích silná erupce vulkánu nazývá „pliniovská“.
Plinius zůstal svobodný a bezdětný po celý svůj život.  Po smrti svého švagra žil se svou sestrou a jejím synem. Adoptoval svého synovce, který je znám jako Plinius mladší.

## Dílo
- De iaculatione equestri (Boj koňmo), popisuje zde zážitky mladého důstojníka jízdy, pojednání o způsobech jezdeckého boje – dílo se nedochovalo[2]
- Bella Germaniae (Války v Germánii), 20 knih o válkách s Germány.
- A fine Aufidii Bassi (Pokračování Aufidia Bassa), 31 knih, jedná se o pokračování díla jiného historika A. Bassa, jehož dílo možná končilo rokem 31 (smrt Gaia). Plinius na tyto dějiny navázal a pokračoval do roku 71. Odmítl dílo zveřejnit za svého života. [2]
- Dubii sermonis libri octo (Jazykové pochybnosti), gramatické dílo, kde se zabýval spornými latinskými tvary. Zachoval se značný počet úryvků tohoto pojednání, což svědčí o jeho oblibě[2]
- Studiosus, (Žák), šestidílné pojednání o rétorice, pravděpodobně se jednalo o školskou příručku [2]
- Naturalis historia (Přírodověda), 37 knih, jediné dílo které se zachovalo. Jedná se o encyklopedii přírodních věd (jednotlivé díly se zabývají jednotlivými vědami). Tato encyklopedie se neopírá o vlastní studium přírody, ale pouze o studium jiných literárních pramenů. Dokončena byla v roce 77 a věnována Titovi. Původně měla pouze 36 svazků, ale další prací přibyl poslední díl, který vydal až jeho synovec Plinius mladší po jeho smrti. Toto dílo bylo pro Evropu hlavním pramenem poznání o přírodě až do humanismu.

## Citáty
| „ | Nesmrtelnost lidí uchovává papír. - CHARTA CONSTAT IMMORTALITAS HOMINUM | “ |

| „ | Smrt je největší dar přírody. - PRAECIPUUM NATURAE BONUM MORS | “ |

| „                              | Lidská přirozenost touží po nových věcech. - EST NATURA HOMINUM NOVITATIS AVIDA | “ |
| — Secundus Maior Gaius Plinius |                                                                                 |   |